# Gundemar I
|  | Aquest article tracta sobre el príncep burgundi del s. V. Si cerqueu el rei visigot del s. VII, vegeu «Gundemar». |

Gundemar I († abans del 476) fou un príncep burgundi, fill del rei Gondioc. La seva existència resulta d'una cita de Gregori de Tours a la Histoire ecclésiastique des Francs.
Segurament no va arribar a regnar efectivament. En la guerra que va disputar aliat al seu germà Khilperic II, contra el seu germà Gundebald, fou derrotat per aquest. Gundemar es va refugiar a una torre que Gundebald va ordenar cremar, i hauria mort; Khilperic I de Burgúndia va morir llavors o poc després. Alguns historiadors pensen que Khilperic va governar amb els seus quatre nebots associats i el consideren rei conjuntament amb els seus germans i els seus oncles de vers el 463 al 476.